# Cneo Cornelio Dolabela (cónsul 159 a. C.)
Cneo o Gneo Cornelio Dolabela  fue un magistrado romano, cónsul del año 159 a. C.
Ejerció la magistratura de edil curul en el año 165 a. C. junto con Sexto Julio César y organizó los Ludi Megalenses.
En el año 159 a. C. fue cónsul junto con Marco Fulvio Nobilior.